# Leisel
Leisel ist eine Ortsgemeinde im Landkreis Birkenfeld in Rheinland-Pfalz. Sie gehört der Verbandsgemeinde Birkenfeld an.

## Geographie
Der Ort liegt am Leiselbach am Idarwald im Hunsrück. 65 Prozent der Gemarkungsfläche sind bewaldet. Im Nordosten befindet sich Siesbach, im Südosten Wilzenberg-Hußweiler und südwestlich liegt Schwollen. Leisel ist eine Nationalparkgemeinde im Nationalpark Hunsrück-Hochwald.

## Geschichte
Leisel wurde 1180 als Lucei erstmals urkundlich erwähnt, als es zum Erzstift Trier gehörte. 1328 gelangte es zur Grafschaft Sponheim. 1437 wurde es ein Kondominat von Pfalz-Zweibrücken und Baden, bis es 1776 ganz zu Baden kam.
Leisel wurde in der Franzosenzeit 1801 Sitz einer Mairie, einer Bürgermeisterei, die bis 1840 fortbestand. Sie umfasste die Orte Siesbach, Leisel, Schwollen, Hattgenstein, Rinzenberg, Hambach, Böschweiler und Heupweiler.
Überregionale Bekanntheit erlangte die Gemeinde Leisel, weil es dort 1929 zu einem von zwei bekannten Bürgerbegehren im seinerzeitigen oldenburgischen Landesteil Birkenfeld gekommen ist. Allerdings war das Bürgerbegehren in Leisel, anders als ein entsprechendes Verfahren in Kirn-Sulzbach, wohl unzulässig.
Bevölkerungsentwicklung
Die Entwicklung der Einwohnerzahl von Leisel, die Werte von 1871 bis 1987 beruhen auf Volkszählungen:
| Jahr | Einwohner |
| ---- | --------- |
| 1815 | 197       |
| 1835 | 321       |
| 1871 | 536       |
| 1905 | 515       |
| 1939 | 475       |
| 1950 | 493       |
| 1961 | 552       |

| Jahr | Einwohner |
| ---- | --------- |
| 1970 | 538       |
| 1987 | 534       |
| 1997 | 592       |
| 2005 | 589       |
| 2011 | 577       |
| 2017 | 533       |
| 2023 | 534       |

## Politik

### Ortsbürgermeister
René Dietrich wurde 2024 vom Gemeinderat erneut zum Ortsbürgermeister von Leisel gewählt. Er führte dieses Amt bereits seit dem 21. März 2022. Da für eine am 27. März 2022 angesetzte Direktwahl kein Wahlvorschlag eingereicht wurde, oblag die Neuwahl dem Rat, der sich für Dietrich entschied.
Die Neubesetzung des Amtes war notwendig geworden, da Vorgänger Karlheinz Bittig es mit Wirkung zum 31. Dezember 2021 niedergelegt hatte. Bereits bei seiner erneuten Wahl 2019 hatte er angekündigt, nach der Halbzeit der Wahlperiode an einen Nachfolger übergeben zu wollen.
Frühere Bürgermeister seit 1945:
- 1945–1969: Emil Hey
- 1969–1976: Walter Schüßler
- 1976–1988: Werner Jung
- 1988–2004: Karlheinz Bittig[7]
- 2004–2009: Klaus Bohrer
- 2009–2019: Wolfgang Schüßler[7]
- 2019–2021: Karlheinz Bittig (zweiter Zeitraum)[7][8][6]

### Wappen
| Wappen von Leisel | Blasonierung: „Über rot-silbern geschachtem Schildfuß in Grün ein silbernes Hirschgeweih mit Grind, darin eine goldene Krone.“ |
| Wappen von Leisel | Es wurde 1965 vom rheinland-pfälzischen Innenministerium genehmigt.                                                            |

## Kultur und Sehenswürdigkeiten
- Liste der Kulturdenkmäler in Leisel
- Liste der Naturdenkmale in Leisel

## Verkehr
Im Nordosten verläuft die Bundesstraße 422. In Kronweiler ist ein Bahnhof der Bahnstrecke Bingen–Saarbrücken.

## Persönlichkeiten
- Karl Heyl (1812–1893), Reichstags- und Landtagsabgeordneter, geboren in Leisel